# Doug Burgum
Doug Burgum (hay Douglas James Burgum, sinh ngày 1 tháng 8 năm 1956) là một doanh nhân và chính trị gia người Mỹ. Ông hiện là Thống đốc thứ 33 và đương nhiệm của tiểu bang North Dakota từ năm 2016 đến năm 2024. Ông có sự nghiệp hoạt động kinh doanh lâu dài trong lĩnh vực phần mềm, nguyên là Chủ tịch hãng Great Plains Software, bán cho Microsoft với giá 1,1 tỷ USD; Chủ tịch hãng SuccessFactors, bán cho SAP với giá 3,4 tỷ USD; từng là người đứng đầu Bộ phận Giải pháp kinh doanh của Microsoft, Chủ tịch Hội đồng quản trị Atlassian. Cùng với đó, ông sáng lập Tập đoàn Kilbourne, một công ty phát triển bất động sản có trụ sở tại Fargo, đồng thời là người đồng sáng lập của hãng Arthur Ventures.
Doug Burgum là Đảng viên Đảng Cộng hòa, học vị Tiến sĩ danh dự, Thạc sĩ Quản trị kinh doanh, chính trị gia bảo thủ. Năm 2016, ông công bố ý định tranh cử Thống đốc bang North Dakota với tư cách là một Đảng viên Cộng hòa. Mực dù không có kinh nghiệm chính trị chính thức và mất sự tán thành của Cộng hòa tiểu bang trước Tổng Chưởng lý Wayne Stenehjem tại Đại hội đảng, ông vẫn đánh bại Wayne Stenehjem trong cuộc bầu cử sơ bộ để giành được đề cử của Đảng Cộng hòa. Ông đối mặt với Marvin Nelson của Đảng Dân chủ và Marty Riske của Đảng Tự do trong cuộc tổng tuyển cử tháng 11, giành chiến thắng với hơn 75% phiếu bầu; rồi tiếp tục tái đắc cử vào năm 2020 với 66% phiếu bầu.

## Xuất thân và giáo dục
| “                      | Năm cuối tại NDSU, tôi làm quét ống khói. Tờ báo AP đã viết một câu chuyện và đăng bức ảnh chụp tôi ngồi trên đỉnh ống khói băng giá trong thời tiết đông Fargo. Sau đó, tôi được biết nó đã gây ra khá nhiều chấn động ở phòng tuyển sinh Stanford: "Này, có một người quét ống khói từ North Dakota đã nộp đơn." | ” |
| —Doug Burgum, trả lời. | |   |

Doug Burgum sinh ngày 1 tháng 8 năm 1956 tại thành phố Arthur, quận Cass, North Dakota, Hoa Kỳ, tên khai sinh là Douglas James Burgum, nơi ông nội của ông đã thành lập thang máy chở ngũ cốc vào năm 1906. Ông là con trai của Katherine (Kilbourne) và Joseph Boyd Burgum. Năm 1974, ông tới thành phố Fargo, North Dakota, theo học Đại học Bang North Dakota (NDSU), nhận bằng Cử nhân Nghệ thuật năm 1978. Trong năm cuối tại NDSU, anh đã nộp đơn vào Trường Kinh doanh Sau đại học Stanford, và cũng bắt đầu kinh doanh quét ống khói. Sau đó, ông được nhận vào học kinh doanh tại Đại học Stanford, tới Stanford, California. Khi ở đó, ông kết bạn với Steve Ballmer, người sau này là Giám đốc điều hành của Microsoft. Trong năm cuối cùng của mình tại Stanford, Doug  Burgum đã dành toàn bộ một phần tư cuối cùng cho nhóm dự án với Steve Ballmer. Năm 1980, ông nhận bằng Thạc sĩ Quản trị Kinh doanh tại Trường Cao học Kinh doanh Đại học Stanford. Sau đó, ông nhận bằng Tiến sĩ danh dự của Đại học Bang North Dakota vào năm 2000 và từ Đại học Mary vào năm 2006.

## Sự nghiệp

### Great Plains Software

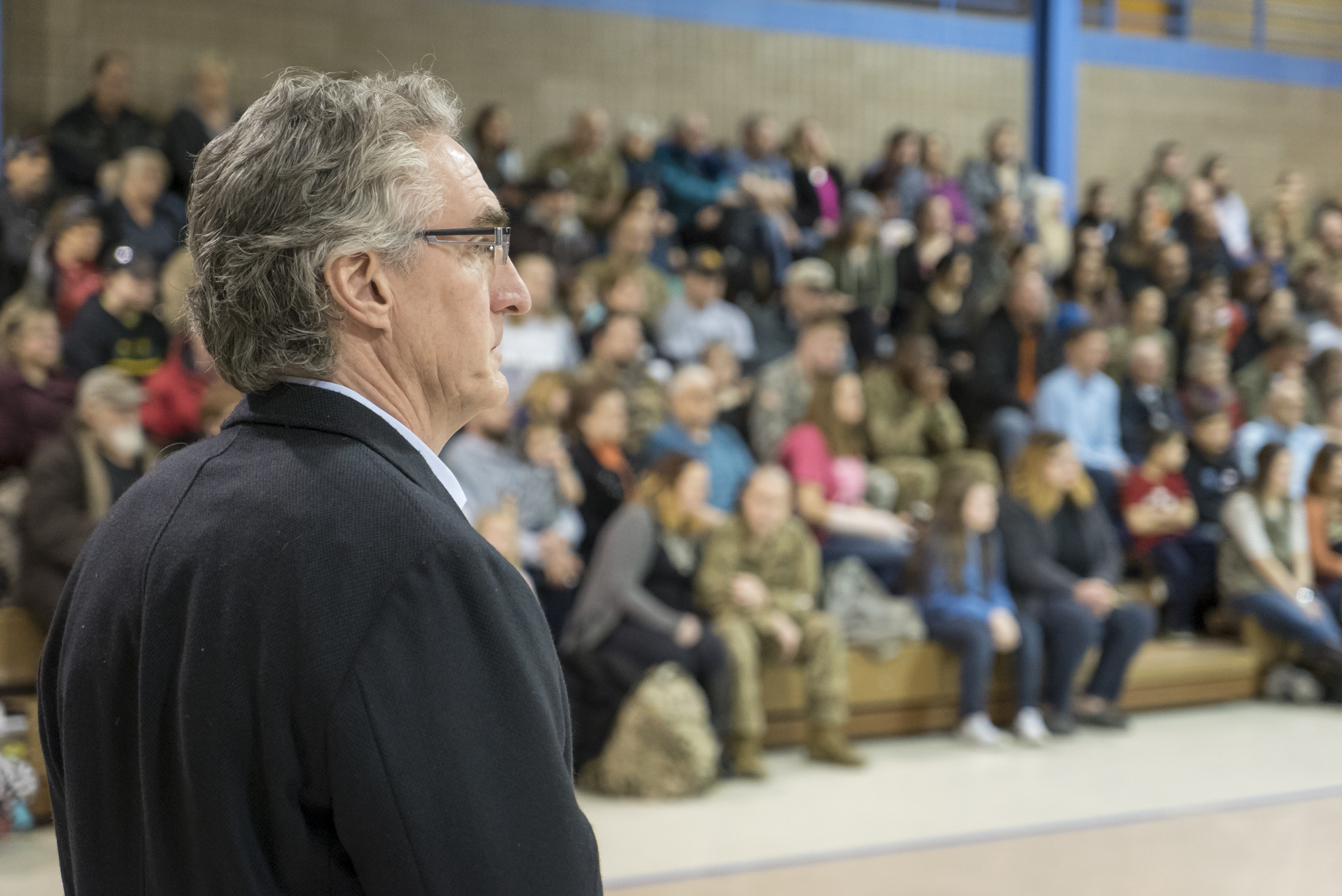
Doug Burgum năm 2017.

Sau khi tốt nghiệp Trường Kinh doanh Stanford, Doug Burgum chuyển đến Chicago, Illinois, trở thành nhà tư vấn cho McKinsey & Company. Ngay sau đó, ông đã thế chấp 250.000 USD đất nông nghiệp để cung cấp vốn hạt giống cho công ty phần mềm kế toán Great Plains Software ở Fargo, North Dakota. Ông gia nhập công ty vào năm 1983 và trở thành Chủ tịch năm 1984 sau khi lãnh đạo một nhóm đầu tư nhỏ gồm các thành viên trong gia đình mua lại phần còn lại của công ty. Trong suốt những năm 1980, tạp chí Fortune thường xếp Great Plains Software trong số 100 công ty hàng đầu để làm việc tại Hoa Kỳ. Doug Burgum đã phát triển công ty lên khoảng 250 nhân viên vào năm 1989 và đưa công ty đạt doanh thu hàng năm khoảng 300 triệu USD và phát hành công khai lần đầu (IPO) năm 1997, sau khi sử dụng Internet để giúp công ty mở rộng ra ngoài North Dakota. Năm 2001, ông bán Great Plains Software cho Microsoft với giá 1,1 tỷ USD. Doug Burgum cho biết ông đã xây dựng công ty ở Fargo vì nó gần Đại học Bang North Dakota, để tuyển dụng các sinh viên kỹ thuật của trường.
Sau khi bán, Doug Burgum được bổ nhiệm làm Phó Chủ tịch cấp cao của Nhóm Giải pháp kinh doanh Microsoft (Microsoft Business Solutions Group), chi nhánh được tạo ra từ việc hợp nhất Great Plains vào công ty. Ông ở lại Microsoft cho đến năm 2007, hoạt đồng kinh doanh cùng người bạn Steve Ballmer, CEO Microsoft, và chịu trách nhiệm đưa các ứng dụng doanh nghiệp trở thành ưu tiên của Microsoft trong thời kỳ này. Satya Nadella, Giám đốc điều hành của Microsoft đã ghi nhận Doug Burgum là người đã truyền cảm hứng cho ông để tìm thấy linh hồn của Microsoft.

### Các hãng khác

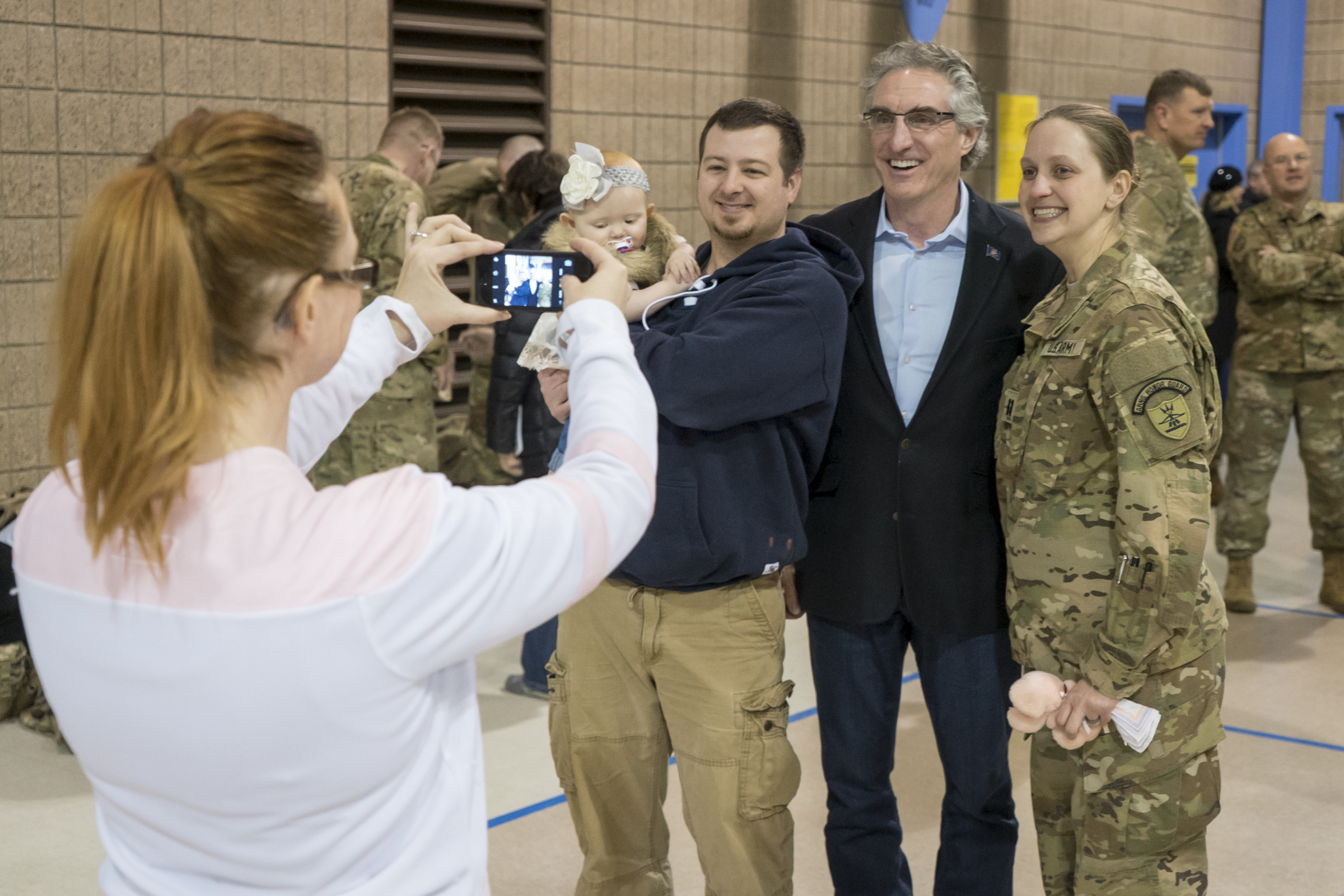
Doug Burgum tại Vệ binh Quốc gia.

Bên cạnh Great Plains Software và Microsoft, Doug Burgum còn tham gia các doanh nghiệp kinh doanh, tổ chức giáo dục khác. Ông đã phục vụ trong ban cố vấn cho Trường Kinh doanh Sau đại học Stanford và là thành viên Ban giám đốc Công ty đa quốc gia SuccessFactors trong suốt những năm 2000, trở thành Chủ tịch năm 2007 cho đến khi bán công ty cho Công ty Cổ phần SAP năm 2011 với giá 3,4 tỷ USD. Năm 2012, ông trở thành Chủ tịch Hội đồng quản trị đầu tiên của công ty phần mềm Atlassian, sau khi nó mở rộng từ hội đồng quản trị ban đầu gồm ba thành viên mà không ai trong số họ làm chủ tịch chính thức. Trong suốt năm 2011 và 2014, ông đã hai lần trải qua vài tháng với tư cách là Giám đốc điều hành tạm thời của công ty phần mềm Intelligent InSites, một công ty mà ông đã giữ chức Chủ tịch điều hành của hội đồng quản trị kể từ năm 2008. Năm đó ông cũng trở thành thành viên hội đồng quản trị của công ty phần mềm thuế tự động Avalara.
Doug Burgum là người sáng lập Tập đoàn Kilbourne, một công ty phát triển bất động sản, nhà đất tập trung ở Fargo. Năm 2013, ông lập kế hoạch xây dựng tòa nhà cao nhất ở Fargo, tức tòa nhà hỗn hợp 23 tầng được đặt tên là Block 9 hoặc Dakota Place. Công ty cũng đã chủ trương xây dựng một trung tâm hội nghị ở Downtown Fargo. Hãng Kilbourne đã mua lại và cải tạo nhiều tài sản bất động sản Fargo, bao gồm cả Nhà thờ Lutheran của St. Mark trước đây và trường trung học thay thế Woodrow Wilson. Ngoài ra, Doug Burgum đồng sáng lập Arthur Ventures, một công ty đầu tư mạo hiểm, cùng một số công ty mà ông đã đầu tư vào Fargo.

## Thống đốc North Dakota

### Tranh cử

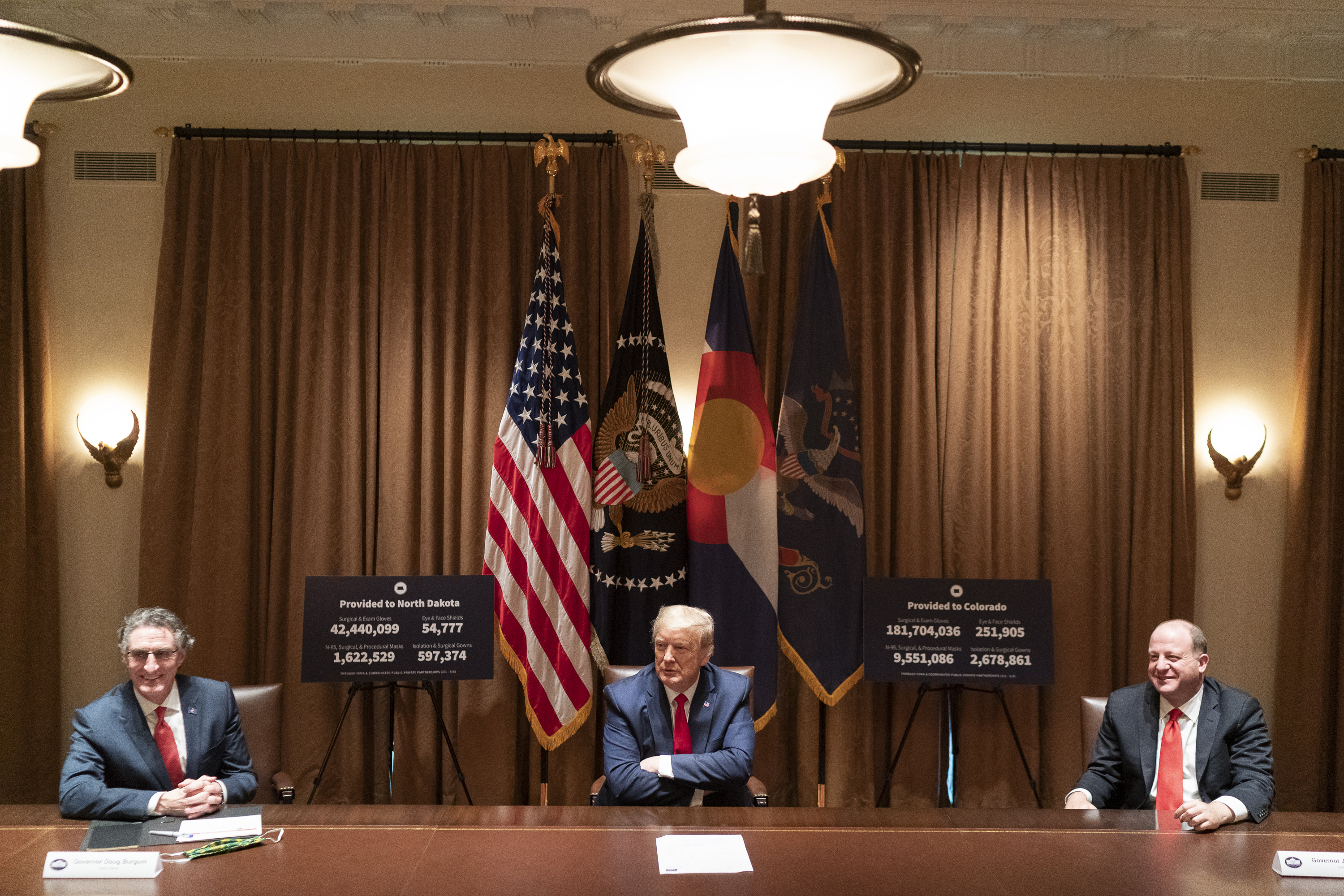
Doug Burgum và Tổng thống Donald Trump, Thống đốc Colorado Jared Polis năm 2020.

Năm 2016, Doug Burgum tuyên bố ý định tranh cử Thống đốc bang North Dakota với tư cách là Đảng viên Cộng hòa. Tháng 4 năm 2016, bởi không có kinh nghiệm chính trị chính thức, ông đã thua về mặt giành quyền ủng hộ tại Đại hội Đảng Cộng hòa tiểu bang trước đối thủ là Tổng Chưởng lý Wayne Stenehjem. Tuy nhiên, ông đã đánh bại Wayne Stenehjem một cách dễ dàng trong cuộc bầu cử sơ bộ hai tháng sau đó để nhận được đề cử chính thức của Đảng Cộng hòa. Trong kỳ tổng tuyển cử tháng 11, ông đối mặt với Marvin Nelson của Đảng Dân chủ và Marty Riske của Đảng Tự do và giành chiến thắng với hơn 75% phiếu bầu. Doug Burgum ra tranh cử vào năm 2020, đã tái đắc cử khi vượt qua ứng viên Dân chủ Shelley Lenz với tỷ lệ 65,84–25,38%.

### Nhiệm kỳ
Doug Burgum tuyên thệ nhậm chức Thống đốc thứ 33 của North Dakota vào ngày 15 tháng 12 năm 2016, cùng với người đồng hành trong chiến dịch là Brent Sanford,  Phó Thống đốc thứ 38 của North Dakota. Trong nhiệm kỳ Thống đốc của mình, Doug Burgum đã điều hành tiểu bang, thực hiênh nhiều chính sách, trong đó có thể kể tới: hỗ trợ Đường ống truy cập Dakota được đề xuất; xúc tiến dầu khí, khí đốt tự nhiên bang, duy trì vị trí thứ hai toàn quốc về sản xuất xầu thô; ủng hộ giáo dục. Về LGBT: ông cho rằng Đảng Cộng hòa 2020 có những vấn đề chia rẽ trong nội bộ.

## Lịch sử tranh cử
Tính đến 2021, Doug Burgum đã tham gia hai kỳ tổng tuyển cử Thống đốc North Dakota và đều giành thắng lợi.
| Đảng          | Đảng          | Thành viên                  | Phiếu bầu | %      |
| ------------- | ------------- | --------------------------- | --------- | ------ |
|               | Cộng hòa      | Doug Burgum/Brent Sanford   | 259,863   | 76.52  |
|               | Dân chủ       | Marvin Nelson/Joan Heckaman | 65,855    | 19.39  |
|               | Tự do         | Marty Riske/Joshua Voytek   | 13,230    | 3.90   |
| Tổng số phiếu | Tổng số phiếu | Tổng số phiếu               | 339,601   | 100.00 |

| Đảng          | Đảng          | Thành viên                              | Phiếu bầu | %       |
| ------------- | ------------- | --------------------------------------- | --------- | ------- |
|               | Cộng hòa      | Doug Burgum/Brent Sanford (đương nhiệm) | 235,479   | 65.84%  |
|               | Dân chủ       | Shelley Lenz and Ben Vig                | 90,789    | 25.38%  |
|               | Tự do         | DuWayne Hendrickson/Joshua Voytek       | 13,853    | 3,87%   |
| Tổng số phiếu | Tổng số phiếu | Tổng số phiếu                           | 357,659   | 100.00% |

## Thiện nguyện
Doug Burgum bên cạnh kinh doanh và chính trị còn có các hoạt động thiện nguyện. Ông ủng hộ các hoạt động từ thiện như xây dựng Bảo tàng Nghệ thuật Plains năm 2001, ông đã tặng một ngôi trường đã được tân trang lại mà ông mua được vào năm 2000 cho Đại học Bang North Dakota. Trường được đặt tên là Renaissance Hall và trở thành nơi đặt khoa nghệ thuật thị giác của trường đại học, các thành phần chính của khoa kiến trúc và kiến trúc cảnh quan cùng Văn phòng Đại học Tri-College. Năm 2008, ông bắt đầu Quỹ Doug Burgum Family, tập trung đóng góp từ thiện vào thanh thiếu niên, giáo dục và sức khỏe cộng đồng.

## Đời tư
Doug Burgum kết hôn với người vợ đầu tiên của mình, Karen Stoker, vào năm 1991. Họ có ba con và ly hôn năm 2003. Sau đó, ông gặp Kathryn Helgaas vào năm 2006 khi cùng nhau làm việc ở Great Plains. Mười nam sau, 2016, hai người kết hôn với nhau, gia đình sống ở Fargo, North Dakota.